# Maison de poupée (Garland)
Pour les articles homonymes, voir Maison de poupée (homonymie) et A Doll's House.
Maison de poupée (A Doll's House) est un film britannique réalisé par Patrick Garland en 1973.

## Distribution
- Claire Bloom : Nora Helmer
- Anthony Hopkins : Torvald Helmer
- Ralph Richardson : Dr. Rank
- Denholm Elliott : Krogstad
- Anna Massey : Kristine Linde
- Edith Evans : Anne-Marie